# Jan-Dirk Paarlberg
Jan-Dirk Take Paarlberg (Amsterdam, 17 februari 1957) is een Nederlands vastgoedhandelaar. Paarlberg is bekend bij het grote publiek als betrokkene in de zaak Willem Endstra wegens witwassen van crimineel vermogen. Hij is daarnaast de man achter de restaurants van de Oyster Groep, en is mede-eigenaar van de Merwede Groep die onder andere een groot deel van de winkelpanden in de Amsterdamse P.C. Hooftstraat en op de Rotterdamse Lijnbaan bezit. Hij werd in 2014 definitief veroordeeld tot vier jaar gevangenisstraf voor het witwassen van grote geldbedragen afkomstig uit de afpersing van Willem Endstra.

## Achtergrond
Paarlberg is een zoon van een Amsterdamse aardappelhandelaar. Na zijn eindexamen vertrok hij, net zeventien jaar oud, naar New York en werd aldaar uiteindelijk de jongste bediende bij zakenbank Bear Stearns. In deze metropool kreeg hij de mogelijkheid en gelegenheid om te studeren. Vervolgens keerde hij een korte periode terug naar Nederland om achtereenvolgens voor Bear Stearns en Rabobank te gaan werken. In 1983 verhuisde Paarlberg naar Londen, waar hij werkzaam was bij zakenbank Salomon Brothers.
In 1990 kocht hij voor één gulden het technisch failliete reclamebedrijf Mediamax op. In 2000 verkocht hij dit bedrijf voor enkele honderden miljoenen guldens aan Viacom. Paarlberg werkte in de jaren negentig onder meer samen met de vastgoedhandelaren Klaas Hummel, John Wijsmuller en Willem Endstra, aan wie hij later de jachthaven Seaport Marina in IJmuiden zou verkopen. In 1999 nam Paarlberg voor een aanzienlijk bedrag van Matthijs van Heijningen ridderhofstad Bolenstein in Maarssen over en ging daar wonen en kantoor houden. In maart 2021 wordt bekend dat Paarlberg Bolenstein te koop heeft gezet en overweegt om naar het buitenland te verhuizen.
Paarlberg is een liefhebber van dure sportauto's en kunst. In zijn kunstcollectie bevinden zich onder meer schilderijen van Kees van Dongen, Karel Appel en Pablo Picasso. Ook bezit hij privéwoningen in onder meer New York, Londen, Portugal en Nederland. Paarlberg is eigenaar van de rechten van het oeuvre van de in 1974 gestorven cabaretier Wim Sonneveld, deels afkomstig uit de nalatenschap van Huub Janssen, een van de twee erfgenamen van Sonneveld. Janssen en Paarlberg waren enige tijd goed bevriend, wat leidde tot insinuaties in de roddelpers dat er sprake zou zijn geweest van een liefdesrelatie tussen hen beiden. Hier is echter nooit een concrete aanwijzing voor geweest, zo stelt NRC Handelsblad al in 2006. Paarlberg was geruime tijd goed bevriend met voormalig commissaris van de Europese Commissie Neelie Kroes, aan wie hij op ridderhofstad Bolenstein gratis kantoorruimte beschikbaar stelde. Na zijn arrestatie in 2004 verliet Kroes dit kantoor en distantieerde zich van haar vriend.

## Tenlasteleggingen en veroordeling
Na de moord op de Amsterdamse vastgoedhandelaar Willem Endstra verscheen Paarlberg bij de politie in beeld. Endstra had namelijk een verklaring opgesteld die aan de politie overhandigd moest worden in het geval dat hij geliquideerd zou worden. Daarin stelde Endstra dat hij door Willem Holleeder werd afgeperst en dat Paarlberg de ontvanger van het geld was.
Na de moord op Willem Endstra in 2004 werd Paarlberg als verdachte aangehouden, maar na drie dagen werd hij weer vrijgelaten. Eind oktober 2006 werd door de erven-Endstra beslag gelegd op de ridderhofstad Bolenstein en op bankrekeningen van Paarlberg. Drie dagen later werd bekend dat justitie de vastgoedhandelaar ging vervolgen ter zake van witwassen en fraude. Justitie verdacht hem van het innen en witwassen van 17 miljoen euro afpersingsgeld afkomstig van de later vermoorde Endstra. Paarlberg stelde dat de geïncasseerde 17 miljoen van Endstra zakelijke achtergronden zouden hebben. Tevens diende de Belastingdienst een claim van 47 miljoen euro in omdat Paarlberg sinds 2000 ten onrechte geen inkomstenbelasting in Nederland zou hebben betaald.
Op 15 april 2010 kwam naar buiten dat Paarlberg had bekend dat hij in 2003 valsheid in geschrifte had gepleegd in verband met de overname van zijn reclamebedrijf Mediamax in 2000. Hij zette in 2003 zijn handtekening onder een vals opgemaakt stuk om een banklening van anderhalf miljoen euro te kunnen krijgen. Hij wilde niet zeggen wie het stuk heeft opgemaakt. In het stuk stond ten onrechte dat hij nog inkomsten verwachtte van de verkoop van Mediamax.
Paarlberg werd op 8 juni 2010 veroordeeld tot 4,5 jaar onvoorwaardelijke gevangenisstraf onder meer wegens witwassen, valsheid in geschrifte en oplichting. In hoger beroep werd hij in mei 2012 veroordeeld tot 4 jaar gevangenisstraf. Cassatie bij de Hoge Raad faalde op 18 februari 2014.
Op 19 maart 2013 werd bekend dat de rechtbank te Haarlem hem een boete van 25,7 miljoen euro had opgelegd, inzake witwassen en heling. Tegen deze boete is hoger beroep aangetekend. In februari 2019 kwam er een telefoongesprek tussen Willem Holleeder en journalist Peter R. de Vries naar buiten waaruit opgemaakt zou kunnen worden dat Paarlberg het slachtoffer is van een door Willem Endstra bedachte constructie om van schulden bij criminelen af te komen. Ook Harry Lensink, die een boek over Paarlberg schreef, twijfelt of hij terecht is veroordeeld: ‘Want je kunt op z’n minst grote vraagtekens zetten bij het verhaal van het OM. (...) ik vraag me af of hij terecht is veroordeeld.’ Paarlberg verklaarde in een reactie aan RTL Boulevard ‘Ik hoop echt dat dit een eerste stap zal zijn op weg naar een eerherstel, hier heb ik heel lang op moeten wachten.’
Op 20 februari 2014 vroeg Nederland Frankrijk om zijn uitlevering. In april 2014 bleek dat hij in zijn villa in Frankrijk het Nederlandse verzoek om uitlevering mocht afwachten. Begin september 2014 werd Paarlberg door de Franse autoriteiten uitgeleverd aan Nederland. Kort na aanvang van zijn vrijheidsstraf werd hij in 2015 om vermeende gezondheidsproblemen tijdelijk op vrije voeten gesteld. Toen hij vervolgens in het uitgaansleven werd waargenomen, werd hij weer vastgezet. Paarlberg heeft zijn straf uiteindelijk volledig uitgezeten. De staat kreeg een vordering van 24 miljoen euro toegewezen in 2019 wegens witwassen. Daartoe werd een deel van de boedel geveild.
In de rechtszaak tegen de adviseur van Paarlberg, fiscalist Ad van Tatenhove, werd in januari 2009 met justitie een schikking getroffen door het betalen van een bedrag van € 50.000.

## Herziening
Paarlberg heeft in 2024 een verzoek tot herziening ingediend bij de Hoge Raad. De kern van de herzieningsaanvraag van Paarlberg is het verder ondersteunen van een alternatief scenario dat al aan het gerechtshof werd voorgelegd. Paarlberg legt de Hoge Raad nieuwe feiten over dit scenario voor. Voorlopig is de uitspraak van de Hoge Raad in de zaak bepaald op 10 december 2024.
Op 8 januari 2025 werd Paarlberg aangehouden en in verzekerde bewaring gesteld om betaling van de nog steeds niet voldane schuld aan de Nederlandse Staat middels gijzeling af te dwingen. De schuld vermindert of vervalt hierdoor geenszins.
Op 3 april 2025 besloot de rechter dat Paarlberg wegens gezondheidsproblemen, waaronder een te hoge bloeddruk, de gevangenis mocht verlaten. Hij was sinds januari 2025 gegijzeld om betaling van de openstaande schuld van 15 miljoen euro aan de Staat af te dwingen.

## Trivia
- Paarlberg staat jaarlijks in de Quote 500.
- Paarlberg figureert ook in een van de strips van Vechtkronkelman.